# 色彩検定
色彩検定（しきさいけんてい）とは、公益社団法人色彩検定協会（旧・社団法人全国服飾教育者連合会（略称はA・F・T））が実施する色に関する知識や技能を問う試験であり、1級から3級までの3段階に分かれている。平成2年（1990年）11月に「ファッションカラーコーディネーター検定試験」として始まり、「ファッションコーディネート色彩能力検定」と名称を変更した後、2006年度からは「色彩検定®」として実施されている。1995年度から2005年度までは文部科学省認定の試験であったが、認定制度の廃止に伴い、2006年度からは文部科学省後援の試験となった。色彩に関する試験としては最も歴史がある。合格すると色彩検定協会により色彩コーディネーターの称号が与えられる。主催団体の前身が服飾系の団体であったため、試験内容や取得に向いている層もファッション・アパレル系といわれているが、現在ではそのようなことは無く、色彩に関する基礎や配色技術、その他幅広い知識（インテリア・環境色彩・カラーユニバーサルデザイン等）を学習できるものとなっている。

## 試験概要
受験資格は設けられておらず誰でも受験できる。1級から3級とUC級に分かれており、各級の併願受験が可能である。試験の難易度によって毎回合格点が変更されるため合格ラインには幅があり、正答率70%前後で合格となる。合格後は合格証書と色彩コーディネーターの称号が記載された資格証を贈られる。
- 1級
  - 年1回実施。1次試験(11月)と2次試験(12月)に分かれており、1次試験は一部記述式のマークシート方式、2次試験は一部実技を含む記述式で行われる。試験時間は1次試験80分、2次試験90分。受験料は15,000円。尚、1次試験合格者は以降2年間に限り、再受験の際には1次試験が免除される。2次試験の会場は全国8箇所に限られる(札幌・仙台・東京・金沢・名古屋・大阪・広島・福岡)[2]。
- 2級
  - 年2回(6月、11月)実施。一部記述式のマークシート方式で行われる。試験時間は70分。受験料は10,000円。
- 3級
  - 年2回(6月、11月)実施。マークシート方式で行われる。試験時間は60分。受験料は7,000円。
- UC級[3]
  - 年2回(6月、11月)実施。一部記述式のマークシート方式で行われる。試験時間は60分。受験料は6,000円。

いきなり1級から受験することもできるが、当然ながら2および3級の内容も含まれるため、相当の知識が要求される。
1級試験に合格した者のみ、同協会の色彩講師養成講座を受講することができる。
同講座の案内は希望した者のみ、合格年より5年間郵送される（講座受講は5年以降でも可）。

## 受験者データ
| 実施年度             | 区分 | 志願者 (人) | 合格率 (%) |
| -------------------- | ---- | ----------- | ---------- |
| 平成30年（2018年度） | 1級  | 1,656       | 42.9       |
| 平成30年（2018年度） | 2級  | 11,631      | 67.4       |
| 平成30年（2018年度） | 3級  | 26,056      | 74.9       |
| 平成30年（2018年度） | UC級 | 1,650       | 92.0       |

（平成30年（2018年度）の受験情報のみ、色彩検定公式ホームページより引用。）